# Cselényi László (költő)
Cselényi László (Gömörpanyit, 1938. március 15. – 2023. július 23.) József Attila-díjas (2003) író, költő, újságíró, műfordító, egyetemi tanár.

## Életpályája
Szülei: Cselényi István és Benko Mária voltak. 1956-1960 között a Comenius Egyetem magyar–szlovák szakán tanult Pozsonyban. 1960-1962 között a pozsonyi Hét szerkesztője volt. 1962-1965 között az Új Ifjúság szerkesztőjeként dolgozott. 1965-1966 valamint 1968-1970 között Párizsban az Institut des Professeurs de francaises á l'Étranger tanfolyamán vett részt. 1967-1978 között a pozsonyi Madách Könyvkiadó munkatársa volt. 1978-tól írásaiból él Pozsonyban. 1991-1998 között a nyitrai Konstantin Egyetem hungarisztikai tanszékén oktatott.

## Költészete
A szlovákiai magyar irodalom merészen kísérletező egyénisége. Korai lírája Juhász Ferenc dinamizmusára és képhalmozására emlékeztet, később analitikus riportverseket írt, majd párizsi élményei ösztönzésére neoavantgárd Gömört és Párizst egybefogó, szabad asszociációs nagy kompozíciót, makroverskulturákat alkotott.

## Magánélete
1970-ben feleségül vette Dobos Magdolnát. Két lányuk született: Zsuzsanna (1972) és Lilla (1974).

## Művei
- Keselylábú csikókorom (versek, 1961)
- Erők (versek, 1965)
- Krétakor avagy Lehetőségek egy elképzelt szöveghez (1978)
- Jelen és történelem avagy Lehetőségek egy elképzelt szöveghez 1956–1981 (riportok, esszék 1981)
- Téridő-szonáta avagy Lehetőségek egy elképzelt szöveghez 1956–1981 (válogatott versek, 1984)
- A pitypang mítosza. Válogatott műfordítások és átköltések; Madách, Bratislava, 1986
- Sonáta časopriestoru (Téridő-szonáta); ford., utószó Marta Podhradská; Slovenský spisovatel', Bratislava, 1987 (Nová poézia)
- Kiegészítések Hérakleitoszhoz (versek, 1988)
- A megíratlan költemény (esszé, 1990)
- Acetilén ágyak (versek, naplórészletek, 1991)
- Aranyföld. Versek, mesék, mítoszok; Madách, Bratislava, 1991
- Elvetélt szivárvány. 56, 89; Madách, Pozsony, 1993
- Az eggyé vált sok/k. Sokknyomozó történelem; Madách-Posonium, Pozsony, 1995
- Aleatória avagy A megírhatatlan költemény/tartomány. Dunatáji téridő-mítosz; Madách-Posonium, Pozsony, 1998
- A nélkülözhetetlen 100 könyv. Bevezetés a világirodalom tanulmányozásához; Lilium Aurum, Dunaszerdahely, 1998
- A sámánénektől a posztmodern show-ig (2000)
- A riporttól a mítoszig. Műhelynaplók, interjúk, vallomások; Madách-Posonium, Pozsony, 2001 (Cselényi László munkái)
- Sokágú síp (2001)
- Ezredforduló avagy Az emberélet útjának felén. Vers, napló, memoár; Madách-Posonium, Pozsony, 2002 (Cselényi László munkái)
- Kő-ország. Vers, esszé, útirajz; Madách-Posonium, Pozsony, 2003 (Cselényi László munkái)
- Kiegészítések Hérakleitoszhoz avagy A nélkülözhetetlen könyvek. Mítosz, olvasónapló, montázs; Madách-Posonium, Pozsony 2004 (Cselényi László munkái)
- Danubiana avagy Akik soha nem látták a tengert. Vers, montázs, publicisztika; Madách-Posonium, Pozsony, 2005 (Cselényi László munkái)
- Negyedvirágzás avagy van-e /volt-e, lesz–e/ hát cseh/szlovákiai felvidéki magyar irodalom? (2005)
- Égtájakat keresve. Olvasónapló és művelődéstörténet dióhéjban; Lilium Aurum, Dunaszerdahely, 2006
- A fű történelme. Műfordítások, átköltések; Madách-Posonium, Pozsony, 2006 (Cselényi László munkái)
- A kezdet s az egész. Válogatott versek, 1956–2006; utószó Mekis D. János; Madách-Posonium, Pozsony, 2008 (Magyar Antaeus könyvek)
- Kimeríthetetlen tenger. Irodalmi barangolások az ókortól napjainkig (2008)
- A képzelet aritmiái avagy Aki e verseket mind ellenírta. Verstörténések. 1955–2010; Madách-Posonium, Pozsony, 2011 (Cselényi László munkái)

## Műfordításai
- Vojtech Mihálik: Válogatott versek (társfordítás, 1972)
- J. Zýka: A kegyetlen Luenga (elbeszélés, 1972)
- Vladimír Holan: Éjszaka Hamlettel (társfordítás, 1983)
- P. Országh Hviezdoslav: Az erdőőr felesége (Tőzsér Árpáddal, 1983)
- A pitypang mítosza (válogatott műfordítások és átköltések, 1986)
- Cseresznyevirágok balladája. Szlovák költők antológiája (1986)

## Díjai
- Madách Imre-díj (1987)
- Mikes Kelemen-díj (1989)
- a Szlovák Írószövetség díja (1990)
- Madách Imre-díj (1999)
- Arany János-jutalom (2000)
- Madách Posonium-díj (2002)
- A Szlovák Köztársaság Ezüstplakettje (2005)
- Gömörpanyit és Tornalja díszpolgára (2005)